# 中国共产党中国人民解放军海军委员会
中国共产党中国人民解放军海军委员会，简称海军党委，是中国共产党在中国人民解放军海军的委员会。

## 沿革
1950年6月，中共中央组织部批复，同意中国共产党中国人民解放军海军临时委员会（海军临时党委）成立。1953年，设海军临时党委常务委员会。
1956年6月，海军第一届党代表大会召开，选举产生并经中共中央批准，成立第一届海军党委，由11人组成党委常务委员会。
1960年7月，海军第二届党代表大会召开，选举产生并经中共中央批准，成立第二届海军党委，由11人组成党委常务委员会。
1964年1月，海军第三届党代表大会召开，选举产生并经中共中央批准，成立第三届海军党委，由10人组成党委常务委员会。 
“文化大革命”爆发后，海军直属机关及院校开展“四大”，海军党委第二书记苏振华等人遭批斗，海军党委常务委员会委员张学思被迫害致死。
1969年5月16日至6月6日，海军第四次党代表大会召开，选举产生并经中共中央批准，成立第四届海军党委，由10人组成党委常务委员会。 
1972年5月，经中共中央批准，海军党委由肖劲光任党委第一书记，王宏坤任党委第二书记，苏振华任党委第三书记。1973年3月又决定苏振华任党委第一书记，肖劲光任党委第二书记，王宏坤任党委第三书记。1973年12月，因海军领导班子调整，海军党委成员也相应调整。 
1977年12月，海军第五次党代表大会召开，选举产生第五届海军党委。五届一次党委全会选举并经中共中央、中央军委批准，由10人组成党委常务委员会。1979年2月，叶飞任党委第一书记。1980年12月，李耀文任党委第二书记。1982年11月，李耀文任党委第一书记，刘华清任党委第二书记。1985年7月，经中共中央、中央军委批准，海军党委常务委员会成员调整。
1986年12月，中共中国人民解放军海军第六次代表大会召开，选举产生第六届海军党委。六届一次党委全会选举并经中共中央、中央军委批准，由10人组成党委常务委员会。
1991年12月，中共中国人民解放军海军第七次代表大会召开，选举产生第七届海军党委。七届一次党委全会选举并经中共中央、中央军委批准，由10人组成党委常务委员会。 
1996年12月，中共中国人民解放军海军第八次代表大会召开，选举产生第八届海军党委。八届一次党委全会选举并经中共中央、中央军委批准，由9人组成党委常务委员会。 
2001年12月，中共中国人民解放军海军第九次代表大会召开，选举产生第九届海军党委。九届一次党委全会选举并经中共中央、中央军委批准，由？人组成党委常务委员会。
2006年12月，中共中国人民解放军海军第十次代表大会召开，选举产生第十届海军党委。十届一次党委全会选举并经中共中央、中央军委批准，由？人组成党委常务委员会。
2011年12月，中共中国人民解放军海军第十一次代表大会召开，选举产生第十一届海军党委。十一届一次党委全会选举并经中共中央、中央军委批准，由？人组成党委常务委员会。
2017年5月，中共中国人民解放军海军第十二次代表大会召开，选举产生第十二届海军党委。十二届一次党委全会选举并经中共中央、中央军委批准，由？人组成党委常务委员会。

## 历届党委

### 中共中国人民解放军海军临时委员会
- 书记
  - 肖劲光（1950年6月—1956年6月，司令员）[1]
- 副书记
  - 刘道生（1950年—1953年10月，副政治委员）[1]
  - 王宏坤（1953年10月—1954年，代理副书记。副司令员）[1]
  - 苏振华（1954年—1956年6月，副政治委员）[1]
- 常务委员
  - 肖劲光（1950年6月—1956年6月，司令员）[1]
  - 刘道生（1950年—1953年10月，副政治委员）[1]
  - 王宏坤（1953年—1956年6月，副司令员）[1]
  - 罗舜初（1953年—1956年6月，第二副司令员）[1]
  - 周希汉（1953年—1956年6月，参谋长）[1]
  - 方强（1953年—1956年6月，第三副司令员）[1]
  - 苏振华（1954年—1956年6月，副政治委员）[1]

| 1956年6月至1960年7月 - 书记 - 肖劲光（1956年6月—1960年7月，司令员） - 副书记 - 苏振华（1956年6月—1960年7月，副政治委员、政治委员） - 王宏坤（1956年6月—1960年7月，副司令员） - 常务委员 - 肖劲光（1956年6月—1960年7月，司令员） - 苏振华（1956年6月—1960年7月，副政治委员、政治委员） - 王宏坤（1956年6月—1960年7月，副司令员） - 罗舜初（1956年6月—1960年7月，第二副司令员） - 方强（1956年6月—1960年7月，第三副司令员） - 雷永通（1956年6月—1960年7月，干部部部长） - 段德彰（1956年6月—1960年7月，政治部副主任、政治部主任） - 周希汉（1956年6月—1960年7月，参谋长、海军副司令员兼参谋长） - 袁也烈（1956年6月—1960年7月，副参谋长） - 张学思（1956年6月—1960年7月，副参谋长） - 张汉丞（1956年6月—1960年7月，后勤部部长） - 刘道生（1958年2月—1960年7月，副司令员） - 赵启民（1960年2月—7月，副司令员） - 陶勇（1960年2月—7月，副司令员） | 1960年7月至1964年1月 - 第一书记 - 肖劲光（1960年7月—1964年1月，司令员） - 第二书记 - 苏振华（1960年7月—1964年1月，政治委员） - 副书记 - 王宏坤（1960年7月—1964年1月，副司令员） - 杜义德（1960年7月—1964年1月，副政治委员） - 刘道生（1960年7月—1964年1月，副司令员） - 李作鹏（1962年7月—1964年1月，副司令员） - 常务委员 - 肖劲光（1960年7月—1964年1月，司令员） - 苏振华（1960年7月—1964年1月，政治委员） - 王宏坤（1960年7月—1964年1月，副司令员） - 杜义德（1960年7月—1964年1月，副司令员） - 刘道生（1960年7月—1964年1月，副司令员） - 周希汉（1960年7月—1964年1月，副司令员） - 赵启民（1960年7月—1964年1月，副司令员） - 段德彰（1960年7月—1964年1月，政治部主任、监察委员会副书记） - 袁也烈（1960年7月—1964年1月，副参谋长） - 张学思（1960年7月—1964年1月，副参谋长、参谋长） - 张汉丞（1960年7月—1964年1月，后勤部部长） - 李作鹏（1962年7月—1964年1月，副司令员） - 张秀川（1962年7月—1964年1月，政治部主任） |

| 1964年1月至1969年6月 - 第一书记 - 肖劲光（1964年1月—1969年6月，司令员） - 第二书记 - 苏振华（1964年1月—1967年1月，政治委员） - 副书记 - 王宏坤（1964年1月—1969年6月，副司令员） - 李作鹏（1964年1月—1969年6月，副司令员） - 杜义德（1964年1月—1967年1月，副司令员） - 刘道生（1964年1月—1967年4月，副司令员） - 常务委员 - 肖劲光（1964年1月—1969年6月，司令员） - 苏振华（1964年1月—1967年1月，政治委员） - 王宏坤（1964年1月—1969年6月，副司令员） - 李作鹏（1964年1月—1969年6月，副司令员） - 杜义德（1964年1月—1967年1月，副司令员） - 刘道生（1964年1月—1967年4月，副司令员） - 赵启民（1964年1月—1969年6月，副司令员） - 周希汉（1964年1月—1969年6月，副司令员） - 张秀川（1964年1月—1969年6月，政治部主任、副政治委员） - 张学思（1964年1月—1967年9月，参谋长） - 张敬一（1968年12月—1969年6月，政治部主任） - 潘焱（1968年12月—1969年6月，参谋长） - 王政柱（1968年12月—1969年6月，后勤部部长） | 1969年6月至1977年12月 - 第一书记 - 李作鹏（1969年6月—1971年9月，政治委员） - 肖劲光（1972年5月—1973年3月，司令员） - 苏振华（1973年3月—1977年12月，政治委员） - 第二书记 - 肖劲光（1969年6月—1972年5月；1973年3月—1977年12月。司令员） - 王宏坤（1972年5月—1973年3月，第二政治委员） - 第三书记 - 王宏坤（1969年6月—1972年5月；1973年3月—1977年10月。第二政治委员） - 苏振华（1972年5月—1973年3月，副司令员） - 副书记 - 吴瑞林（1969年6月—1972年5月，副司令员） - 张秀川（1969年6月—1970年5月） - 常务委员 - 李作鹏（1969年6月—1971年9月，政治委员） - 肖劲光（1969年6月—1977年12月，司令员） - 王宏坤（1969年6月—1977年12月，第二政治委员） - 吴瑞林（1969年6月—1972年5月，副司令员） - 张秀川（1969年6月—1970年5月） - 赵启民（1969年6月—1973年12月，副司令员） - 周希汉（1969年6月—1973年12月，副司令员） - 张敬一（1969年6月—1971年11月，政治部主任） - 潘焱（1969年6月—1973年12月，参谋长） - 王政柱（1969年6月—1971年11月，后勤部部长） - 周仁杰（1970年7月—1973年12月；1975年8月—1976年10月。副司令员） - 苏振华（1972年5月—1977年12月，第一副司令员、政治委员） - 刘道生（1973年12月—1977年12月，副司令员） - 王万林（1973年12月—1977年12月，副司令员） - 孔照年（1973年12月—1977年12月，副司令员） - 杜义德（1973年12月—1977年12月，副政治委员） - 卢仁灿（1973年12月—1977年12月，副政治委员） - 王昕（1973年12月—1977年12月，副政治委员） - 刘居英（1973年12月—1975年8月，政治部主任） - 杨国宇（1975年8月—1977年12月，参谋长） |

| 1977年12月至1986年12月 - 第一书记 - 苏振华（1977年12月—1979年2月，政治委员） - 叶飞（1979年2月—1982年11月，政治委员、司令员） - 李耀文（1982年11月—1986年12月，政治委员） - 第二书记 - 肖劲光（1977年12月—1980年12月，司令员） - 李耀文（1980年12月—1982年11月，政治委员） - 刘华清（1982年11月—1986年12月，司令员） - 第三书记 - 杜义德（1977年12月—1980年1月，第二政治委员） - 书记 - 刘道生（1977年12月—1982年12月，副司令员） - 卢仁灿（1977年12月—1982年12月，副政治委员） - 常务委员 - 苏振华（1977年12月—1979年2月，政治委员） - 肖劲光（1977年12月—1980年12月，司令员） - 杜义德（1977年12月—1980年1月，第二政治委员） - 刘道生（1977年12月—1982年12月，副司令员） - 卢仁灿（1977年12月—1982年12月，副政治委员） - 梅嘉生（1977年12月—1980年2月，副司令员） - 王万林（1977年12月—1980年2月，副司令员） - 孔照年（1977年12月—1980年2月，副司令员） - 王昕（1977年12月—1980年2月，副政治委员） - 杨国宇（1977年12月—1982年2月；1982年12月—1985年7月。参谋长、副司令员） - 邓楚白（1978年9月—1981年5月，政治部主任） - 叶飞（1979年2月—1982年11月，政治委员、司令员） - 李耀文（1980年12月—1986年12月，政治委员） - 周仁杰（1981年5月—1982年12月，副司令员） - 方强（1981年5月—1982年12月，副司令员） - 李君彦（1981年5月—1982年12月，副政治委员） - 方正平（1981年8月—1985年7月，副政治委员） - 康志强（1981年8月—1982年12月，副政治委员） - 傅继泽（1981年8月—1985年7月，副司令员） - 刘华清（1982年11月—1986年12月，司令员） - 聂奎聚（1982年12月—1985年7月，副司令员） - 李景（1982年12月—1986年12月，副司令员） - 吴罡（1982年12月—1985年7月，副政治委员） - 马辛春（1982年12月—1985年7月，参谋长） - 刘友法（1982年12月—1985年7月，政治部主任；1986年2月—12月，纪委书记） - 李进（1982年12月—1985年7月，后勤部部长） - 张序三（1985年7月—1986年12月，副司令员） - 张连忠（1985年7月—1986年12月，副司令员） - 魏金山（1985年7月—1986年12月，副政治委员） - 安立群（1985年7月—1986年12月，参谋长） - 佟国荣（1985年7月—1986年12月，政治部主任） - 李春明（1985年7月—1986年12月，后勤部部长） | 1986年12月至1991年12月 - 书记 - 李耀文（1986年12月—1990年4月，政治委员） - 魏金山（1990年4月—1991年12月，政治委员） - 副书记 - 刘华清（1986年12月—1988年1月，司令员） - 张连忠（1988年3月—1991年12月，司令员） - 常务委员 - 李耀文（1986年12月—1990年4月，政治委员） - 刘华清（1986年12月—1988年1月，司令员） - 张序三（1986年12月—1991年12月，副司令员） - 张连忠（1986年12月—1991年12月，副司令员、司令员） - 李景（1986年12月—1991年12月，副司令员） - 魏金山（1986年12月—1991年12月，副政治委员、政治委员） - 刘友法（1986年12月—1990年4月，纪委书记） - 安立群（1986年12月—1987年9月，参谋长） - 佟国荣（1986年12月—1991年12月，政治部主任） - 李春明（1986年12月—1988年9月，后勤部部长） - 陈明山（1988年4月—1991年12月，副司令员） - 邢永宁（1988年4月—1989年2月，副司令员） - 王继维（1988年9月—1991年12月，后勤部部长） - 张文华（1990年4月—1991年12月，副政治委员） - 李世田（1990年4月—1991年12月，副政治委员） - 赵国臣（1990年4月—1991年12月，参谋长） |

| 1991年12月至1996年12月 - 书记 - 魏金山（1991年12月—1993年12月，政治委员） - 张连忠（1993年12月—1996年11月，司令员） - 杨怀庆（1996年12月，政治委员） - 副书记 - 张连忠（1991年12月—1993年12月，司令员） - 周坤仁（1993年12月—1995年7月，政治委员） - 杨怀庆（1995年7月—1996年12月，政治委员） - 石云生（1996年12月，司令员） - 常务委员 - 魏金山（1991年12月—1993年12月，政治委员） - 张连忠（1991年12月—1996年11月，司令员） - 张序三（1991年12月—1992年11月，副司令员） - 李景（1991年12月—1992年11月，副司令员） - 陈明山（1991年12月—1994年12月，副司令员） - 张文华（1991年12月—1992年11月，副政治委员） - 李世田（1991年12月—1992年11月，副政治委员） - 赵国臣（1991年12月—1994年9月，参谋长） - 佟国荣（1991年12月—1994年12月，政治部主任、副政治委员） - 王继维（1991年12月—1994年4月，后勤部部长） - 石云生（1992年12月—1996年12月，副司令员、司令员） - 贺鹏飞（1992年12月—1996年12月，副司令员） - 周坤仁（1992年12月—1995年7月，副政治委员、政治委员） - 杨怀庆（1992年12月—1996年12月，政治部主任、副政治委员、政治委员） - 胡彦林（1993年12月—1996年12月，政治部主任） - 吴起生（1994年4月—1996年12月，后勤部部长） - 何林忠（1994年11月—1996年12月，参谋长） - 徐振忠（1995年1月—1996年12月，副司令员） - 冷宽（1995年1月—1996年12月，副政治委员） - 李俊琏（1995年9月—1996年12月，副政治委员） | 1996年12月至2001年12月 - 书记 - 杨怀庆（1996年12月—2001年12月，政治委员） - 副书记 - 石云生（1996年12月—2001年12月，司令员） - 常务委员 - 杨怀庆（1996年12月—2001年12月，政治委员） - 石云生（1996年12月—2001年12月，司令员） - 贺鹏飞（1996年12月—2001年3月逝世，副司令员） - 徐振忠（1996年12月—1999年12月，副司令员） - 冷宽（1996年12月—2001年7月，副政治委员） - 李俊琏（1996年12月—2000年6月，副政治委员） - 何林忠（1996年12月—1997年11月，参谋长、副司令员） - 胡彦林（1996年12月—2001年12月，政治部主任、副政治委员） - 吴起生（1996年12月—2000年5月，后勤部部长） - 么兴远（1997年11月—2001年12月，参谋长、副司令员） - 金矛（1999年3月—2001年12月，装备部部长） - 王玉成（2000年6月—2001年12月，参谋长） - 毕惠义（2000年6月—2001年12月，政治部主任） - 牛克义（2000年5月—2001年12月，后勤部部长） |

| 2001年12月至2006年12月 - 书记 - 杨怀庆（2001年12月—2003年6月，政治委员） - 胡彦林（2003年6月—2006年12月，政治委员） - 副书记 - 石云生（2001年12月—2003年6月，司令员） - 张定发（2003年6月—2006年8月，司令员） - 吴胜利（2006年8月—12月，司令员） - 常务委员 - 杨怀庆（2001年12月—2003年6月，政治委员） - 石云生（2001年12月—2003年6月，司令员） - 沈滨义（2001年12月—2004年12月，副司令员） - 么兴远（2001年12月—2004年12月，副司令员） - 王守业（2001年12月—2005年12月，副司令员） - 胡彦林（2001年12月—2006年12月，副政治委员、政治委员） - 刘晓江（2001年12月—2006年12月，副政治委员） - 王玉成（2001年12月—2005年7月，参谋长、副司令员） - 毕惠义（2001年12月—2004年12月，政治部主任） - 牛克义（2001年12月—2002年1月，后勤部部长） - 金矛（2001年12月—2005年7月，装备部部长、副司令员） - 周汉荣（2002年1月—2004年12月，后勤部部长） - 赵兴发（2003年1月—2004年12月，参谋长） - 张定发（2003年6月—2006年8月，司令员） - 康成元（2003年12月—2004年12月，副政治委员） - 张永义（2004年12月—2006年12月，副司令员） - 邬华扬（2004年12月—2006年12月，副政治委员） - 孙建国（2004年12月—2006年12月，参谋长） - 童世平（2004年12月—2005年12月，政治部主任） - 陶先华（2004年12月—2006年12月，后勤部部长） - 郑宝华（2005年7月—2006年12月，副司令员） - 李长江（2005年11月—2006年12月，装备部部长） - 范印华（2005年12月—2006年12月，副政治委员） - 张展南（2006年5月—12月，副司令员） - 吴胜利（2006年8月—12月，司令员） - 丁一平（2006年8月—12月，副司令员） | 2006年12月至2011年12月 - 书记 - 胡彦林（2006年12月—2008年7月，政治委员） - 刘晓江（2008年7月—2011年12月，政治委员） - 副书记 - 吴胜利（2006年12月—2011年12月，司令员） - 常务委员 - 胡彦林（2006年12月—2008年7月，政治委员） - 吴胜利（2006年12月—2011年12月，司令员） - 丁一平（2006年12月—2008年12月，副司令员兼参谋长） - 郑宝华（2006年12月—2007年12月逝世，副司令员） - 张展南（2006年12月—2011年6月，副司令员） - 张永义（2006年12月—2011年12月，副司令员） - 刘晓江（2006年12月—2011年12月，副政治委员、政治委员） - 邬华扬（2006年12月—2009年6月，副政治委员） - 范印华（2006年12月—2011年6月，政治部主任、副政治委员） - 陶先华（2006年12月—2007年12月，后勤部部长） - 李长江（2006年12月—2009年11月，装备部部长） - 顾文根（2007年12月—2009年12月，副司令员） - 林永青（2007年—2011年6月，后勤部部长） - 徐建中（2008年7月—2011年12月，政治部主任、副政治委员） - 苏士亮（2008年12月—2011年12月，参谋长、副司令员） - 王兆海（2009年6月—2011年12月，政治部主任） - 徐洪猛（2009年12月—2011年12月，副司令员） - 蒋伟烈（2010年2月—11月，装备部部长） - 杜景臣（2010年12月—2011年12月，参谋长） - 胡毓浩（2010年12月—2011年12月，装备部部长） - 刘毅（2011年6月—12月，副司令员） - 马发祥（2011年6月—2011年12月，政治部主任） - 徐卫兵（2011年8月—2015年6月，后勤部部长） |

| 2011年12月至2017年5月 - 书记 - 刘晓江（2011年12月—2014年12月，政治委员） - 苗华（2014年12月—2017年5月，政治委员） - 副书记 - 吴胜利（2011年12月—2017年1月，司令员） - 沈金龙（2017年1月—5月，司令员） - 常务委员 - 刘晓江（2011年12月—2014年12月，政治委员） - 吴胜利（2011年12月—2017年1月，司令员） - 张永义（2011年12月—2013年7月，副司令员） - 苏士亮（2011年12月—2013年12月，副司令员） - 刘毅（2011年12月—2017年5月，副司令员） - 徐洪猛（2011年12月—2014年12月，副司令员） - 王兆海（2011年12月—2013年7月，副政治委员） - 岑旭（2011年12月—2012年12月，副政治委员） - 杜景臣（2011年12月—2016年，参谋长、副司令员） - 马发祥（2011年12月—2014年11月逝世，政治部主任、副政治委员） - 徐卫兵（2011年12月—2015年6月，后勤部部长） - 胡毓浩（2011年12月—2014年12月，装备部部长） - 王森泰（2012年12月—2014年12月，副政治委员） - 丁毅（2013年7月—2017年5月，副司令员） - 丁海春（2013年7月—2017年5月，政治部主任、副政治委员） - 田中（2013年12月—2017年5月，副司令员） - 邱延鹏（2014年6月—2017年5月，参谋长） - 苗华（2014年12月—2017年5月，政治委员） - 蒋伟烈（2014年12月—2017年，副司令员） - 王登平（2014年12月—2016年，副政治委员） - 杨世光（2014年12月—2017年5月，政治部主任） - 王建国（2014年12月—2017年5月，装备部部长） - 魏钢（2015年6月—2016年，后勤部部长） - 王海（2015年7月—2017年1月，副司令员） - 陈学斌（2015年12月—2017年5月，纪委书记） - 李玉杰（2016年—2017年5月，后勤部部长） - 苏支前（2017年1月—5月，副司令员） - 沈金龙（2017年1月—5月，司令员） | 2017年5月至今 - 书记 - 苗华（2017年5月—9月，政治委员） - 秦生祥（2017年9月—2022年1月，政治委员） - 袁华智（2022年1月—，政治委员） - 副书记 - 沈金龙（2017年5月—2021年8月，司令员） - 董军（2021年8月—，司令员） - 常务委员 - 苗华（2017年5月—9月，政治委员） - 沈金龙（2017年5月—2021年8月，司令员） - 刘毅（2017年5月—，副司令员） - 丁毅（2017年5月—，副司令员） - 田中（2017年5月—，副司令员） - 苏支前（2017年5月—，副司令员） - 丁海春（2017年5月—，副政治委员） - 陈学斌（2017年5月—，纪委书记） - 邱延鹏（2017年5月—，参谋长） - 杨世光（2017年5月—，政治工作部主任） - 李玉杰（2017年5月—，后勤部部长） - 王建国（2017年5月—，装备部部长） - 冯丹宇（2017年8月—，副司令员） - 秦生祥（2017年9月—，政治委员） - 董军（2021年8月—，司令员） |